# Calea Victoriei
Calea Victoriei este una din cele mai importante artere situată în centrul Bucureștiului. Se întinde din Piața Națiunile Unite (de la intersecția cu Splaiul Independenței) până la Piața Victoriei și are o lungime de 2.700 de metri.

## Istoric
Calea Victoriei este una din cele mai vechi artere ale Bucureștiului. Înainte de domnia lui Constantin Brâncoveanu, strada nu făcea parte din București, numele ei fiind Drumul Brașovului și era formată doar din bucata dintre Cercul Militar și Piața Victoriei. Porțiunea cuprinsă între Piața Națiunilor Unite (fostă Piața Senatului) și bulevardul Regina Elisabeta era cunoscută în acea vreme sub numele de Ulița Mare spre Sărindar pentru că ducea către biserica Sărindar, aflată pe locul pe care astăzi este Cercul Militar Național.

Calea Victoriei în anii 1930

Drumul rezultat din unirea Drumul Brașovului cu Ulița Mare spre Sărindar a fost deschis în anul 1692, de către domnitorul Țării Românești, Constantin Brâncoveanu, sub numele de Podul Mogoșoaiei. Ulița nou formată era pavată cu trunchiuri de stejar. Străzilor astfel pavate li se spunea poduri, motiv pentru care și noua cale primește denumirea de „Pod”: Podul Mogoșoaiei. Noua stradă a fost construită pentru a asigura o cale de legătură între moșia voievodului Constantin Brâncoveanu, Mogoșoaia și palatul domnesc, amplasat în apropierea Curții Vechi.
Noua arteră devine drumul principal al capitalei, de-a lungul ei construindu-se case boierești, biserici, hanuri, hoteluri, prăvălii, magazine de lux, cafenele și instituții de stat. La începutul secolului al XVIII-lea, strada era luminată cu „șomoioage îmbibate cu păcură sau rășină”, în timpul domnitorului Grigore Ghica se pavează cu piatră, iar în 1882 au apărut primele instalații electrice din București, în fața Palatului Regal de pe Calea Victoriei.

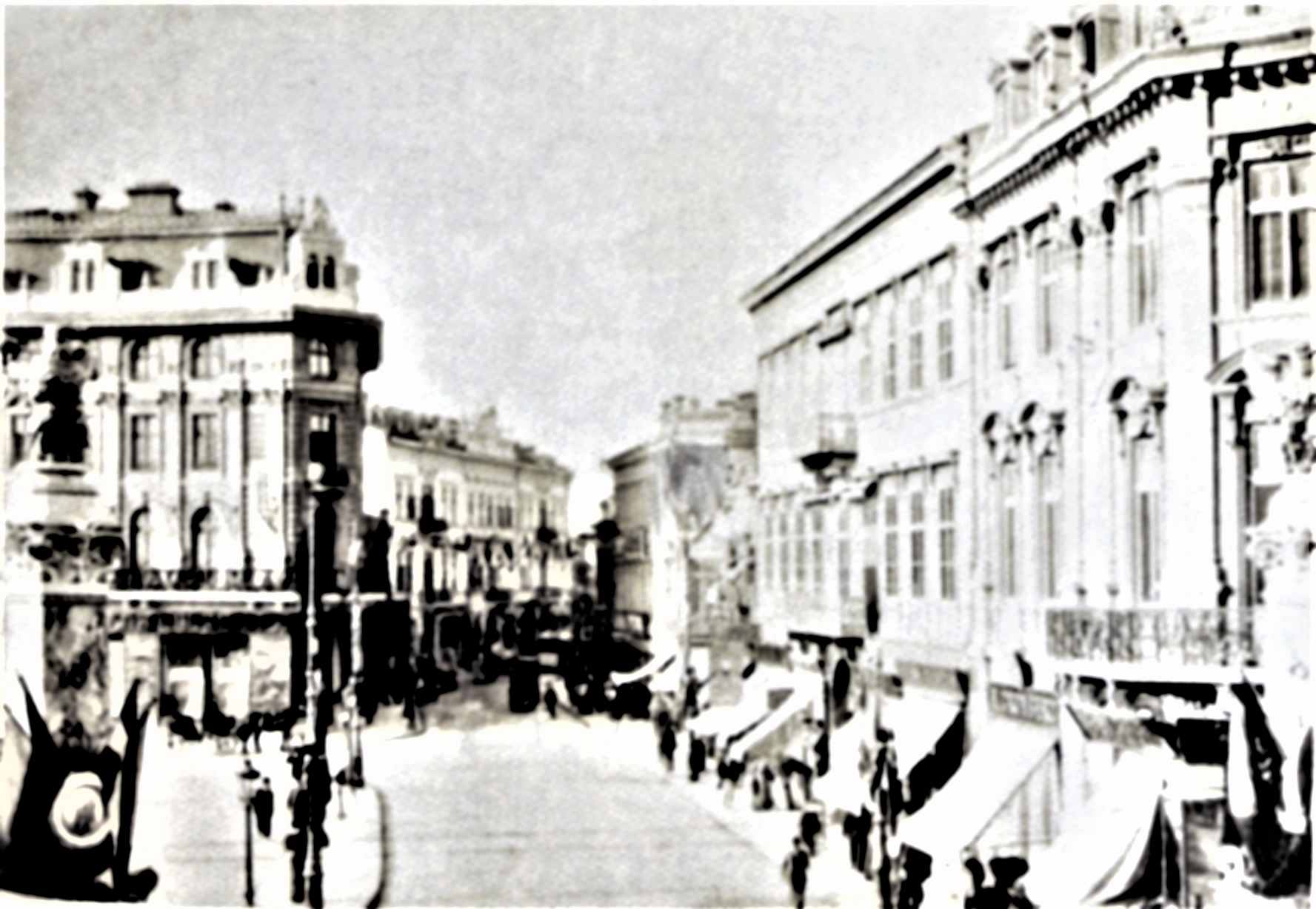
Calea Victoriei pe la 1895

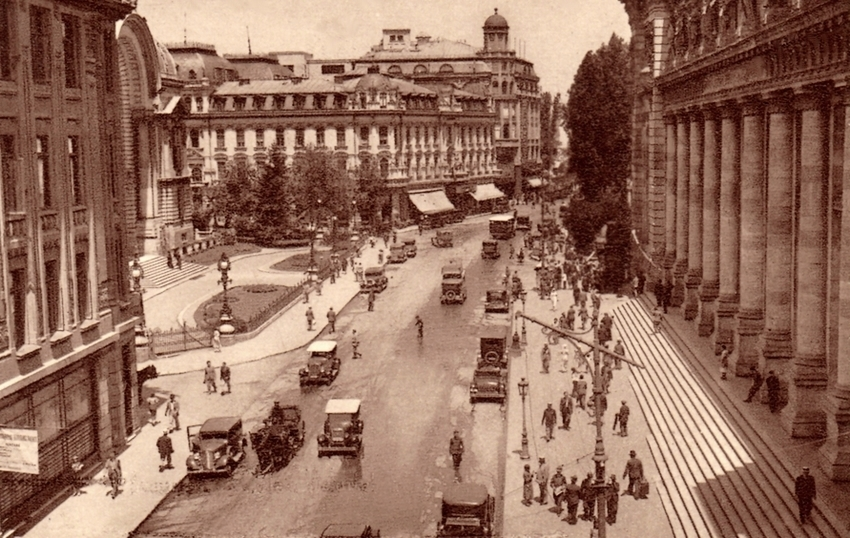
Calea Victoriei in anii '40

Deși construcțiile ridicate pe această stradă au apărut de-a lungul timpului, inegale ca mărime și cu stiluri diferite și creeză un tot mai puțin fericit din punct de vedere urbanistic și arhitectonic, artera devine din ce în ce mai importantă pentru București începând din secolul al XIX când devine stradă domnească.
După ce la 8 octombrie 1878, armata română își face intrarea triumfală în Capitală, în urma victoriei din Războiul de Independență, Podul Mogoșoaiei primește numele de Calea Victoriei, nume păstrat până în prezent.
În perioada comunistă artera își păstrează numele primit în anul 1878, și devine sursă de inspirație pentru regimul comunist în construirea unei noi artere (1980), atât ca nume, dar și ca însemnătate, numită Calea Victoriei Socialismului. 

## Clădiri și monumente
Porțiunea dintre Bd. Dacia și str. Gheorghe Manu este clasată ca monument istoric, cod LMI B-II-a-A-19838. În plus, Calea Victoriei conține multe alte monumente de arhitectură:
- Muzeul Național de Istorie a României (Palatului Poștelor): Palatul Poștelor a fost ridicat între 1894-1900. Din 1971 a devenit muzeu. Aici se află Tezaurul Național.
- Biserica Zlătari: Este situată lângă Muzeul Național de Istorie. A fost zidită în 1637 pe locul unei vechi biserici de lemn și apoi rezidită în 1715 din grija spătarului Mihai Cantacuzino.
- Biserica Doamnei: Este situată la intersecția Căii Victoria cu bulevardul Elisabeta. A fost ctitorită în 1683 de Maria Doamna, cea de-a doua soție a lui Șerban Cantacuzino.
- Grand Hôtel du Boulevard: Construcția clădirii a început în anul 1865 după planurile arhitectului Alexandru Orăscu.
- Sediul central CEC: Este situat vizavi de Muzeul Național de Istorie. Clădirea a fost ridicată în 1900 după planurile arhitectului francez Paul Gottereau.
- Cercul Militar Național: Clădirea Cercului Militar este situată vizavi de Grand Hôtel du Boulevard. A fost construită în 1912, în stil neoclasic francez, după planurile arhitecților Dimitrie Maimarolu, Victor Ștefănescu și Ernest Doneaud.

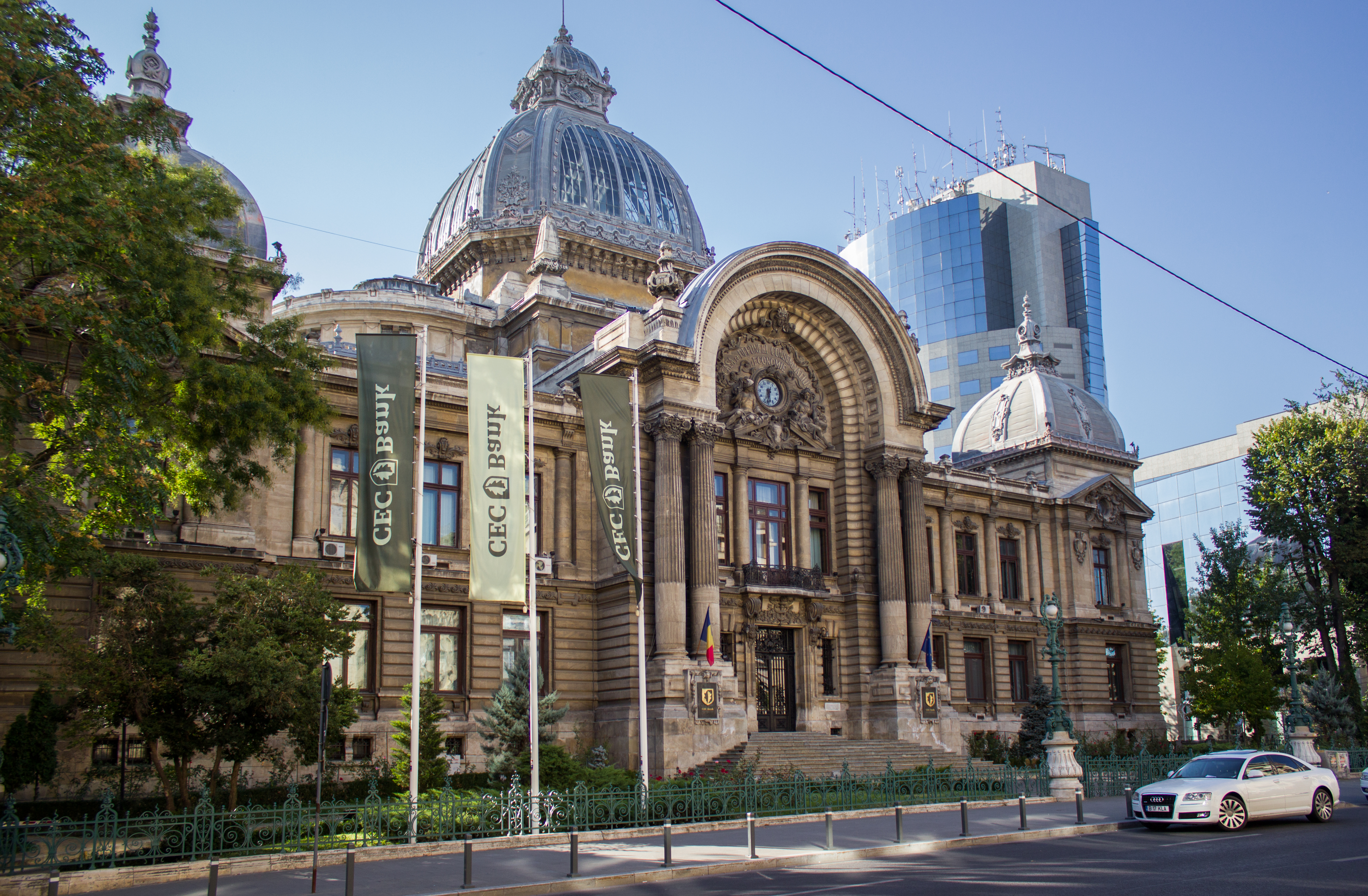
Sediul central CEC
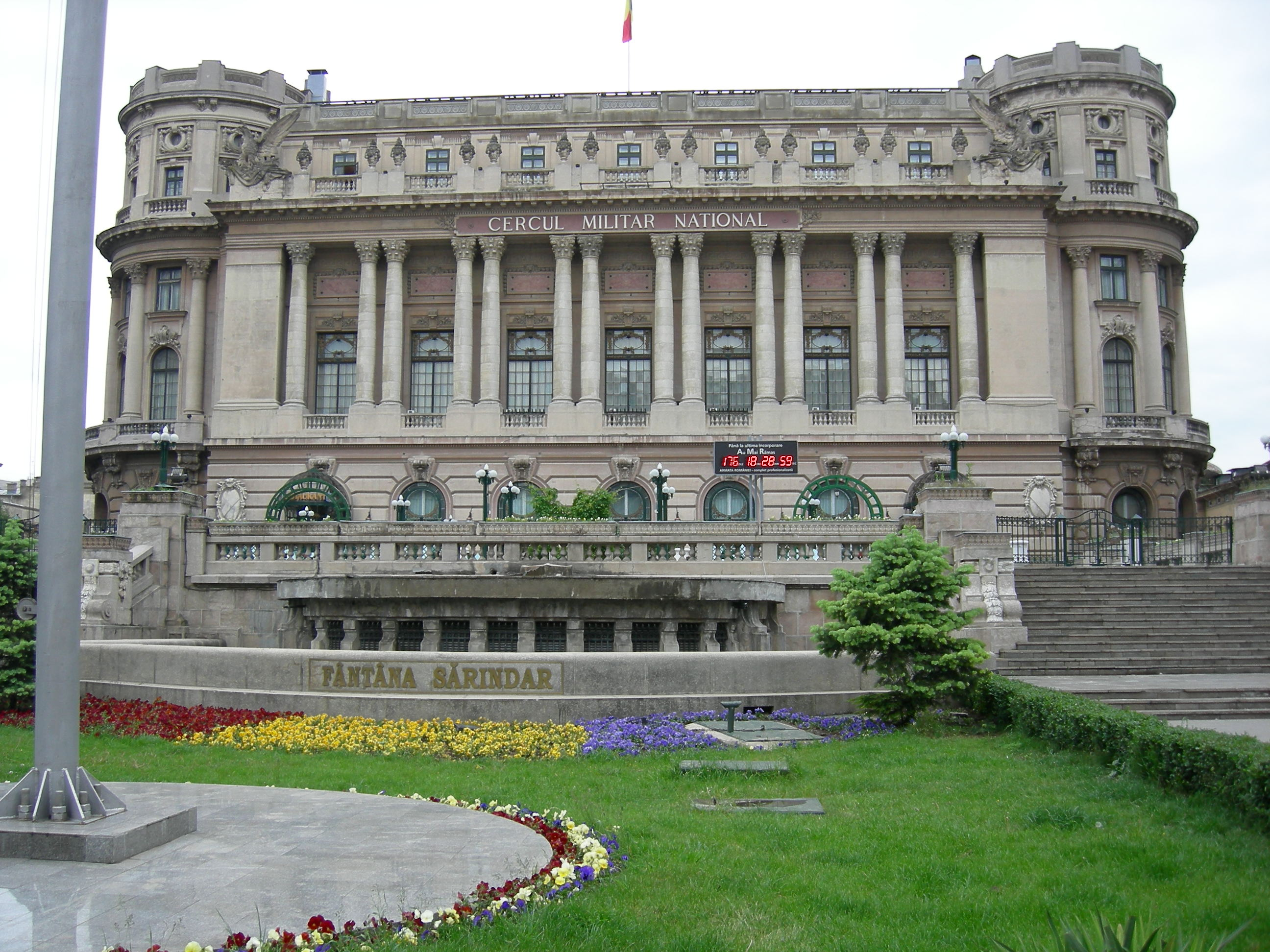
Cercul Militar Național
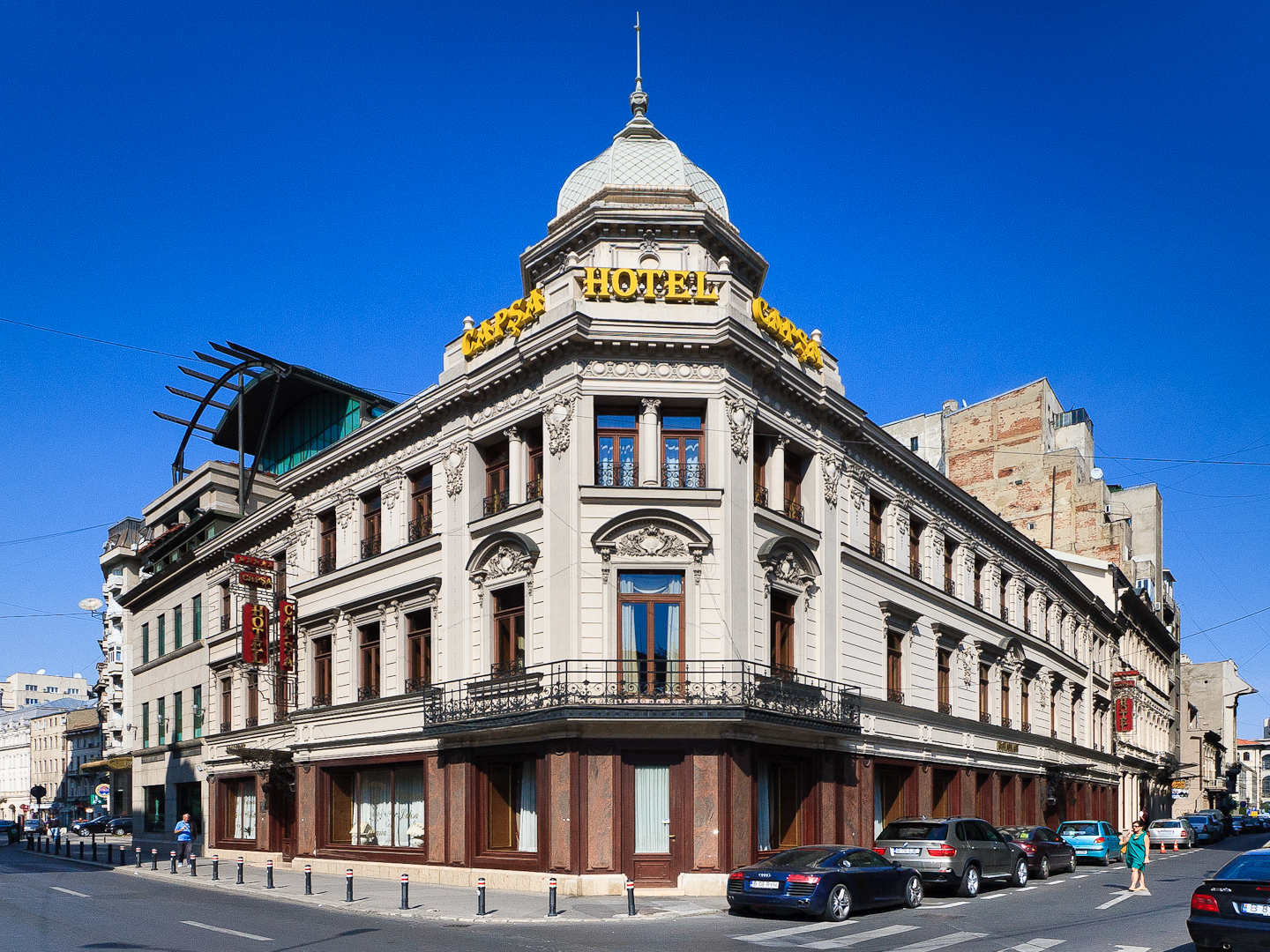
Casa Capșa
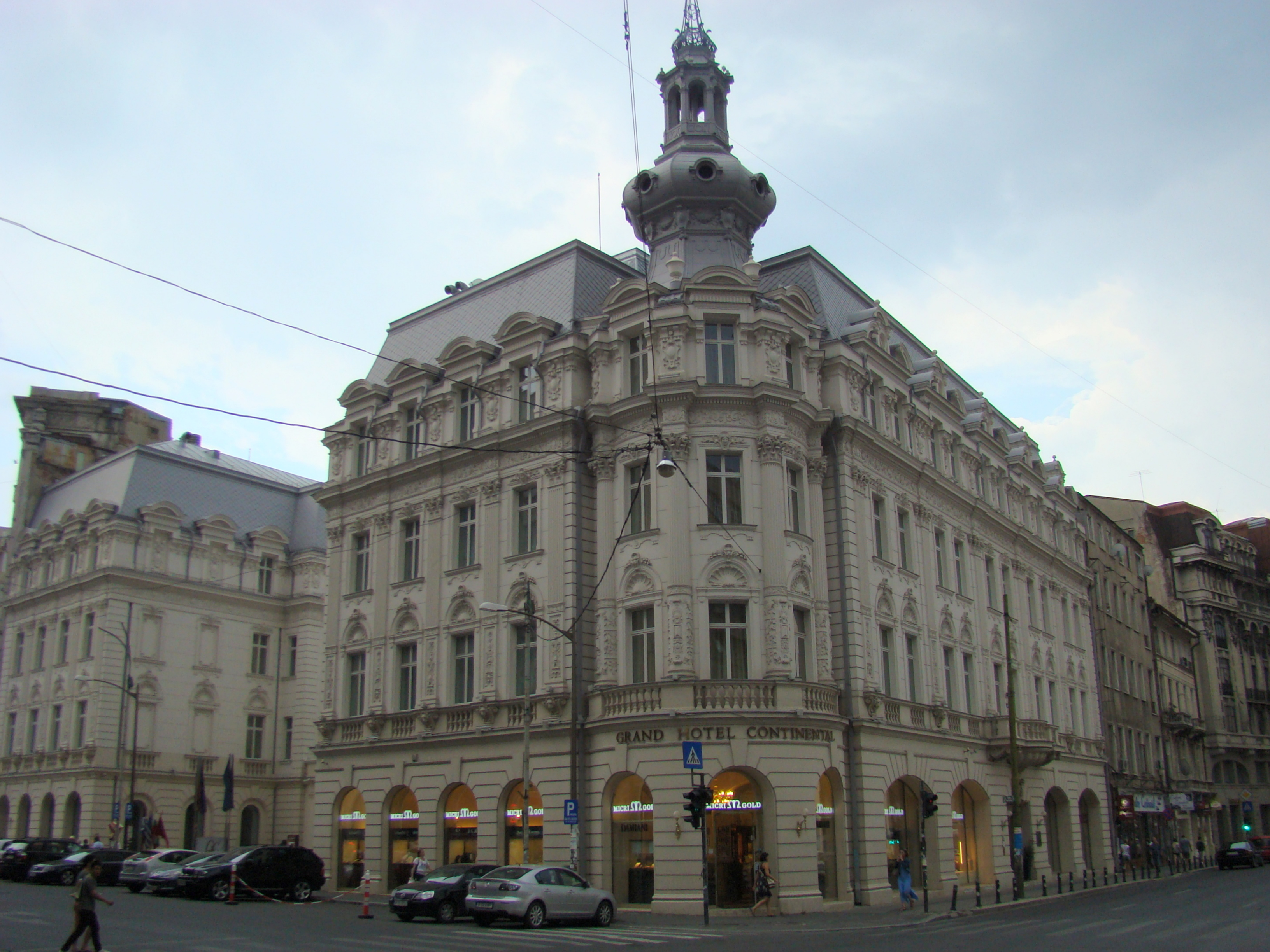
Grand Hotel Continental
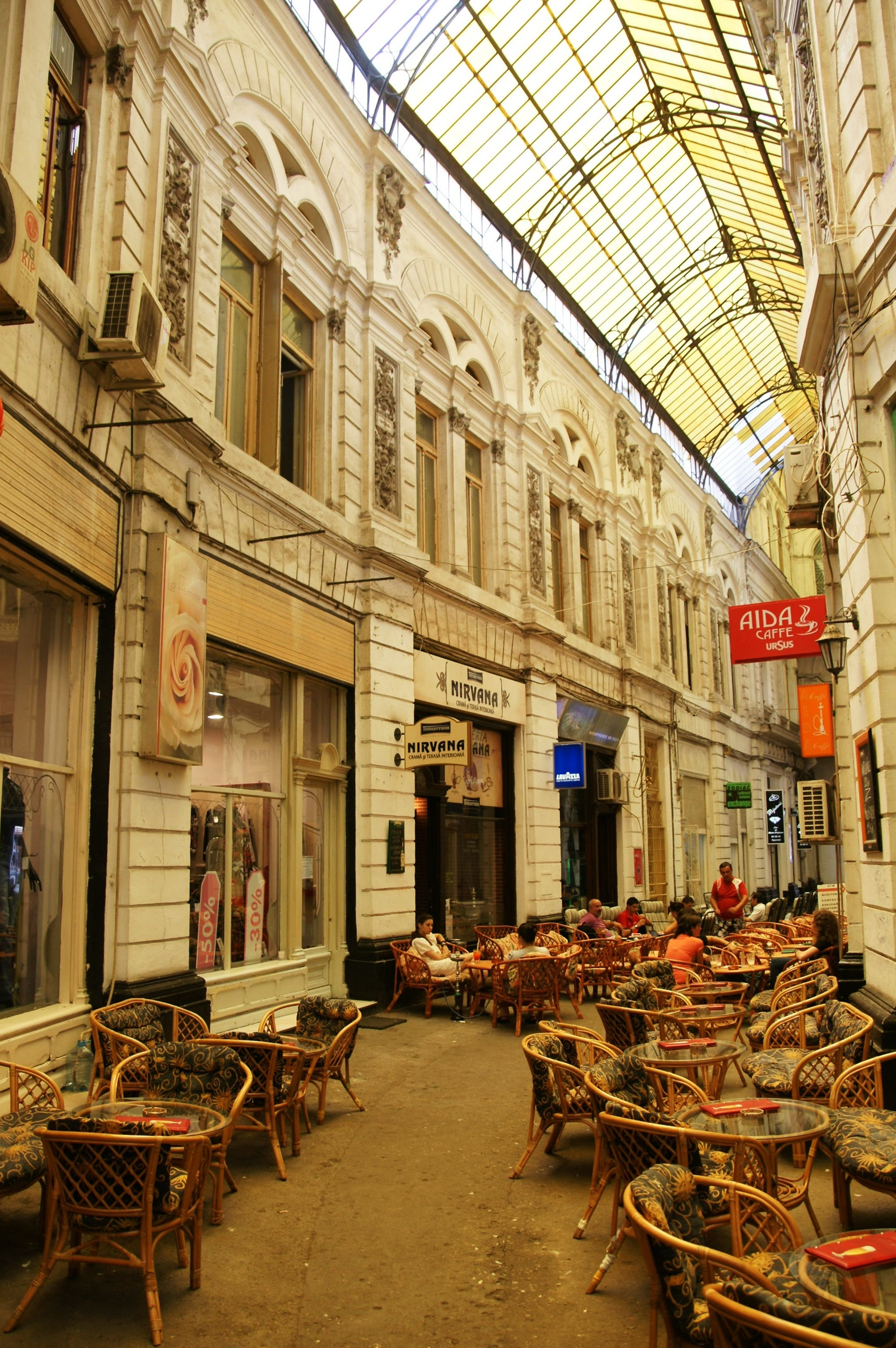
Pasajul Macca-Villacrosse

- Casa Capșa: Este situată în fața Cercului Militar Național. Restaurant înființat în 1881. Timp de un secol a fost printre cele mai bune restaurante din Capitală.
- Teatrul Odeon: Clădirea a fost ridicată pe locul unde a existat fosta casă a lui Costache Ghica.
- Teatrul de revistă Constantin Tănase:
- Palatul Telefoanelor: A fost construit în anul 1933, după planurile arhitecților americani Louis Weeks și Walter Froy. A fost la acea dată cea mai înaltă clădire din București (53 m).
- Grand Hotel Continental: Este situat la intersecția Căii Victoria cu strada Ioan Câmpineanu. Clădirea a fost construită în 1886 după planurile arhitecților Emil Ritten Forster și I.I.Rasnovanu în stilul Renașterii germane.
- Pasajul Macca-Villacrosse: A fost realizat de către arhitectul Filip Xenopol în anul 1891. Este acoperit cu sticlă și adăpostește buticuri, cafenele și locuințe.
- Biserica Crețulescu: Biserica a fost ctitorită în 1722 de Iordache Crețulescu și de soția sa, Safta, fiica domnitorului Constantin Brâncoveanu.
- Monumentul Renașterii Naționale: Este situat în Piața Revoluției. A fost construit de Alexandru Ghilduș și inaugurat în 2005.
- Muzeul Național de Artă al României (Palatul Regal): Este situat în Piața Revoluției. Palatul a fost construit după planurile arhitectului Nicolae Nenciulescu și inaugurat în anul 1937. Astăzi, Palatul adăpostește Muzeul Național de Artă. Aici sînt expuse tablori pictate de Theodor Aman, Nicolae Grigorescu, Ion Andreescu, Ștefan Luchian, Theodor Pallady, Gheorghe Petrașcu, El Greco, Rembrandt, Rubens.
- Palatul Senatului: Este situat în Piața Revoluției. Inițial a fost Consiliul de Miniștri,  apoi sediul Comitetului Central al P.C.R. În prezent, clădirea găzduiește Ministerul Administrației și Internelor.

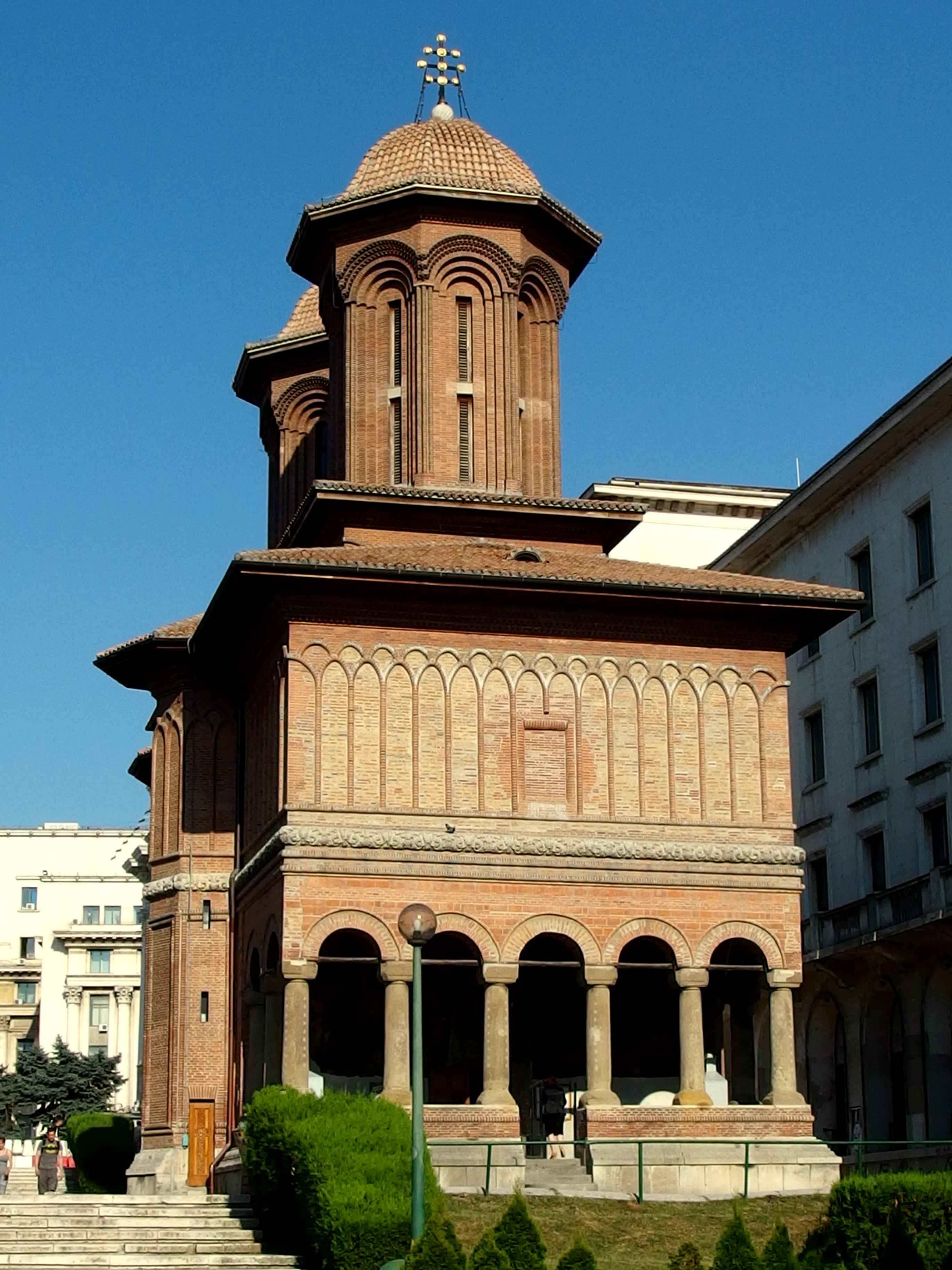
Biserica Crețulescu
Palatul Regal
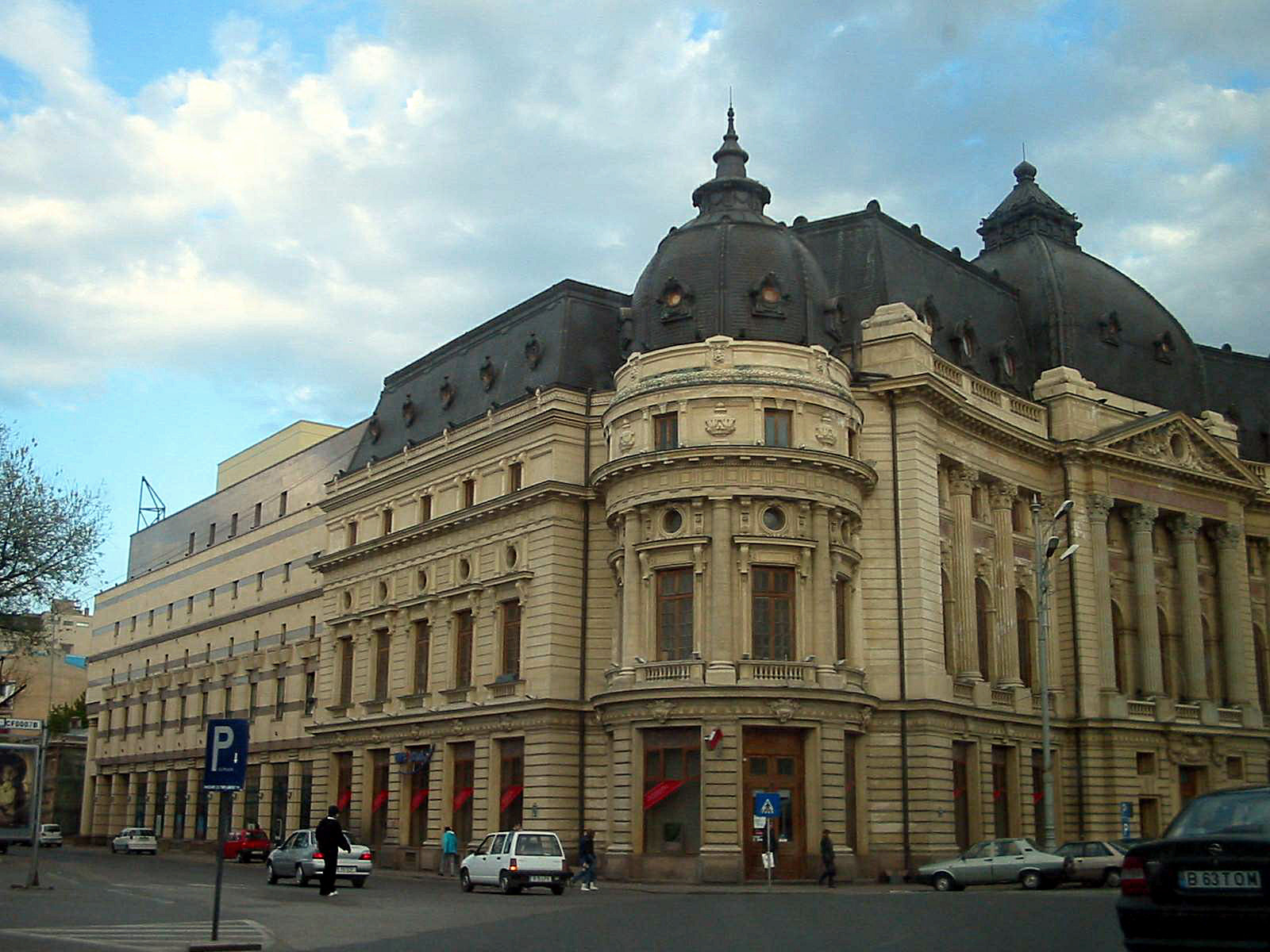
Biblioteca Centrală Universitară
Hotelul Athénée Palace
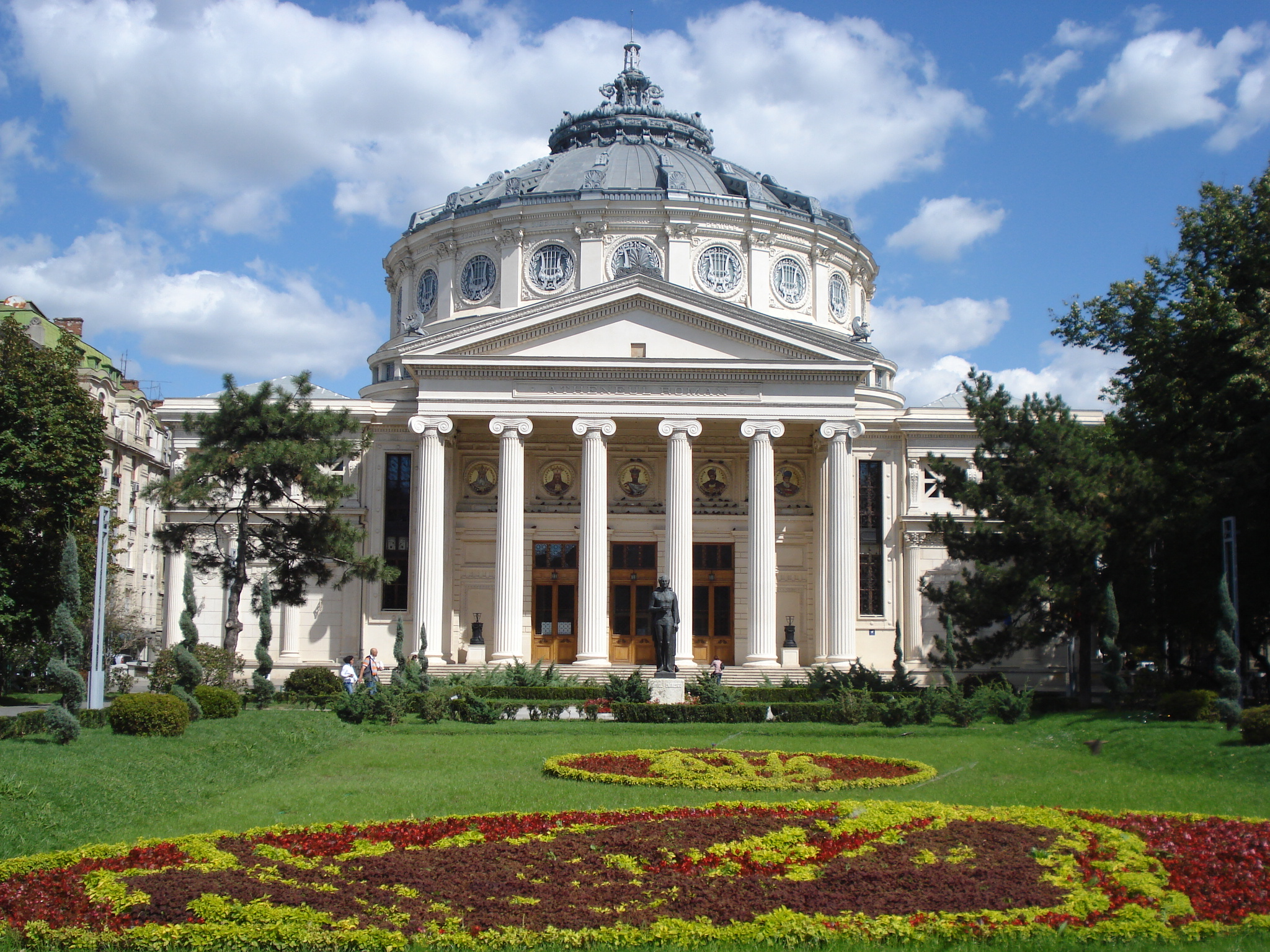
Ateneul Român

- Biblioteca Centrală Universitară din București: Este situată vizavi de Muzeul Național de Artă al României. Clădirea a fost construită în 1893 după planurile arhitectului francez Paul Gottereau și inaugurată în 1895 de regele Carol I.
- Hotelul Athénée Palace (din rețeaua Hilton): Este situat vizavi de Ateneu. Este prima clădire din București în construcția căreia s-a folosit beton armat. Clădirea a fost construită în anii 1912-1914 după planurile arhitectului Théophile Bradeau.
- Ateneul Român: Este situat în Piața Revoluției. Edificiul a fost ridicat în perioada 1886-1888 după planurile arhitectului francez Albert Galleron. Tot aici se află sediul Filarmonicii „George Enescu”.
- Biserica Albă: A fost ctitorită de preotul Neagu Dârvaș la începutul secolului al XVIII-lea. Interiorul este pictat de Gheorghe Tattarescu.
- Muzeul Colecțiilor de Artă (Palatul Romanit): Clădirea a fost ridicată în 1883 pe locul fostei case boierești Romanit, construită la începutul secolului al XIX-lea de boierul Constantin Faca, apoi terminată și amenajată de vistiernicul Romanit. Domnitorul Al.I. Cuza a închiriat casa pentru  a-și instala Cancelaria Domnească. Din 1978 aici se află Muzeul Colecțiilor de Artă.
- Muzeul Ceramicii și Sticlei (Palatul Știrbei): A fost construit în 1835 după planurile arhitectului francez Sanjouand.
- Uniunea Scriitorilor: Fosta Casă Monteoru, construită după planurile arhitectului Nicolae Cuțarida.
- Casa Cesianu: Este situat la intersecția Căii Victoria cu bulevardul Dacia și este fostul sediu al legației germane la București.
- Clădirile Academiei Române: Situate vizavi de Cazino Victoria. Clădirea Academiei este una din cele mai vechi din Capitală, fosta casă boierească Cesianu. Academia are sediul în această clădire din 1890. Clădirea Bibliotecii Academiei a fost construită în 1936 după planurile arhitectului Duiliu Marcu și este situată în spatele grădinii Academiei.

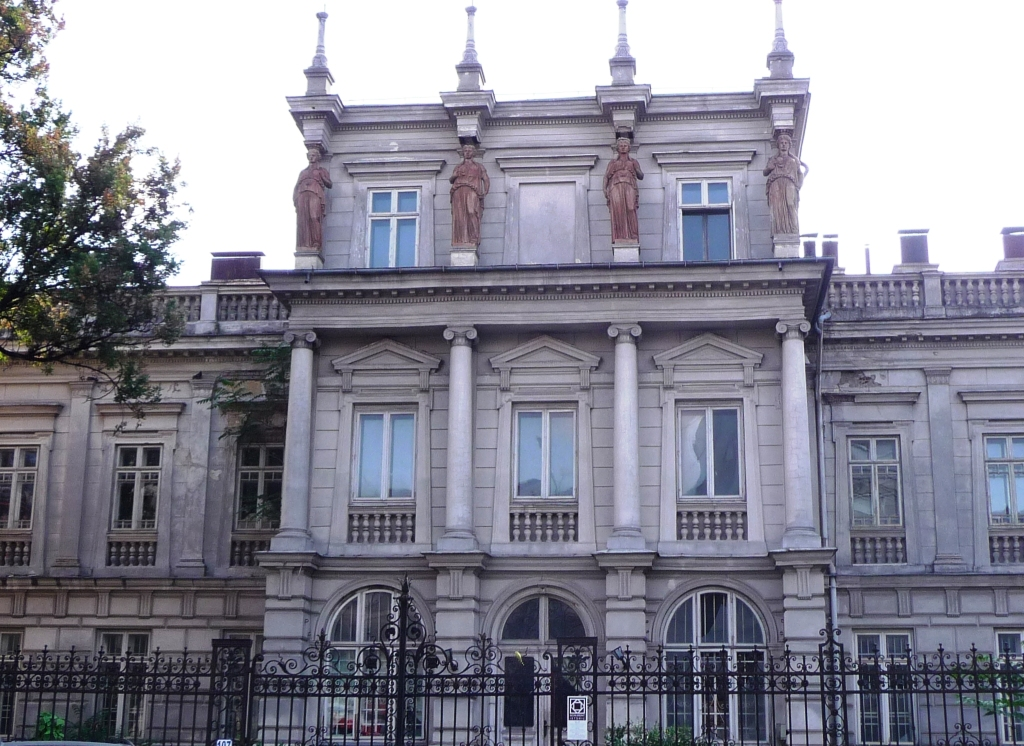
Palatul Știrbei
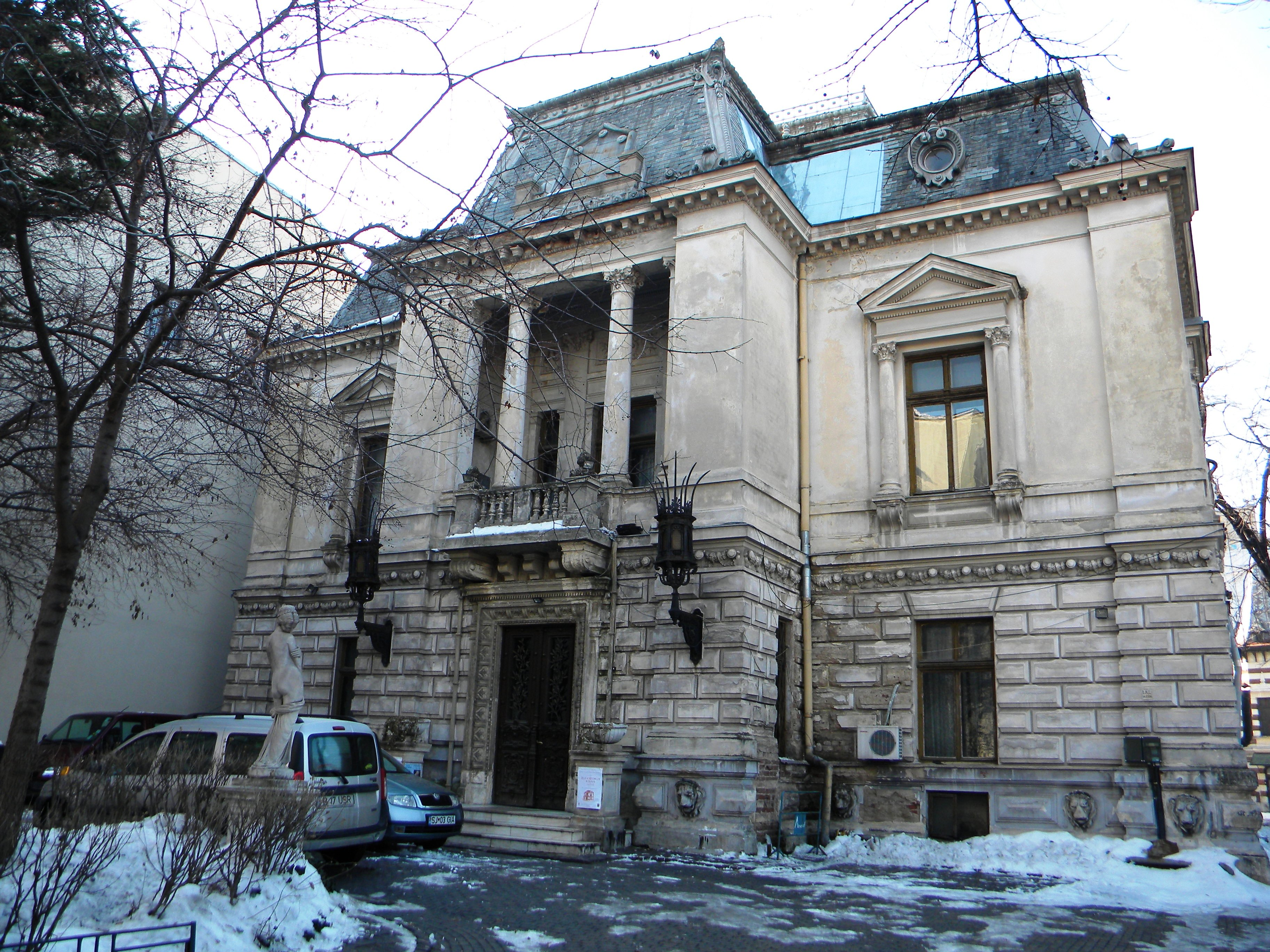
Casa Monteoru
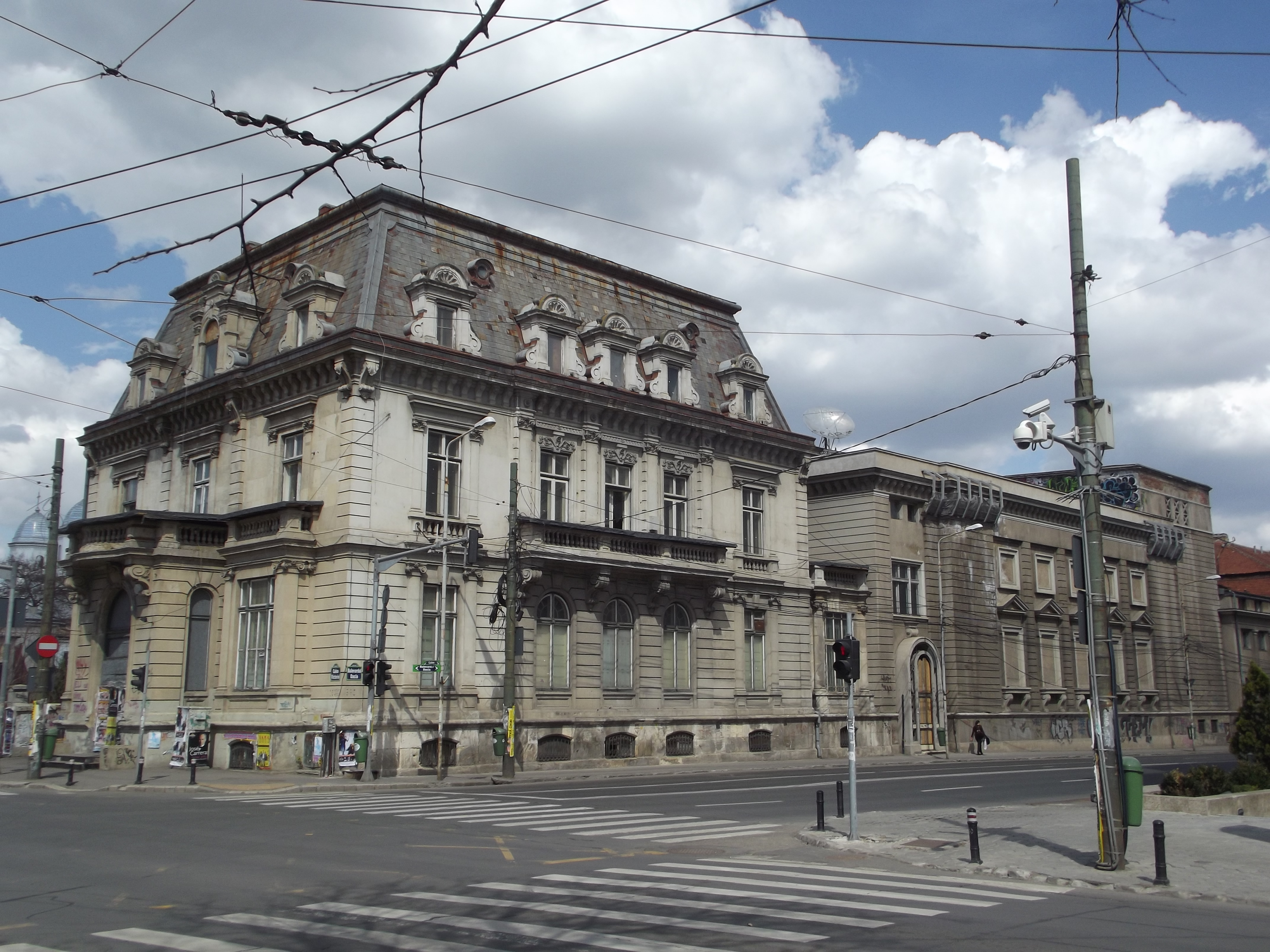
Casa Cesianu
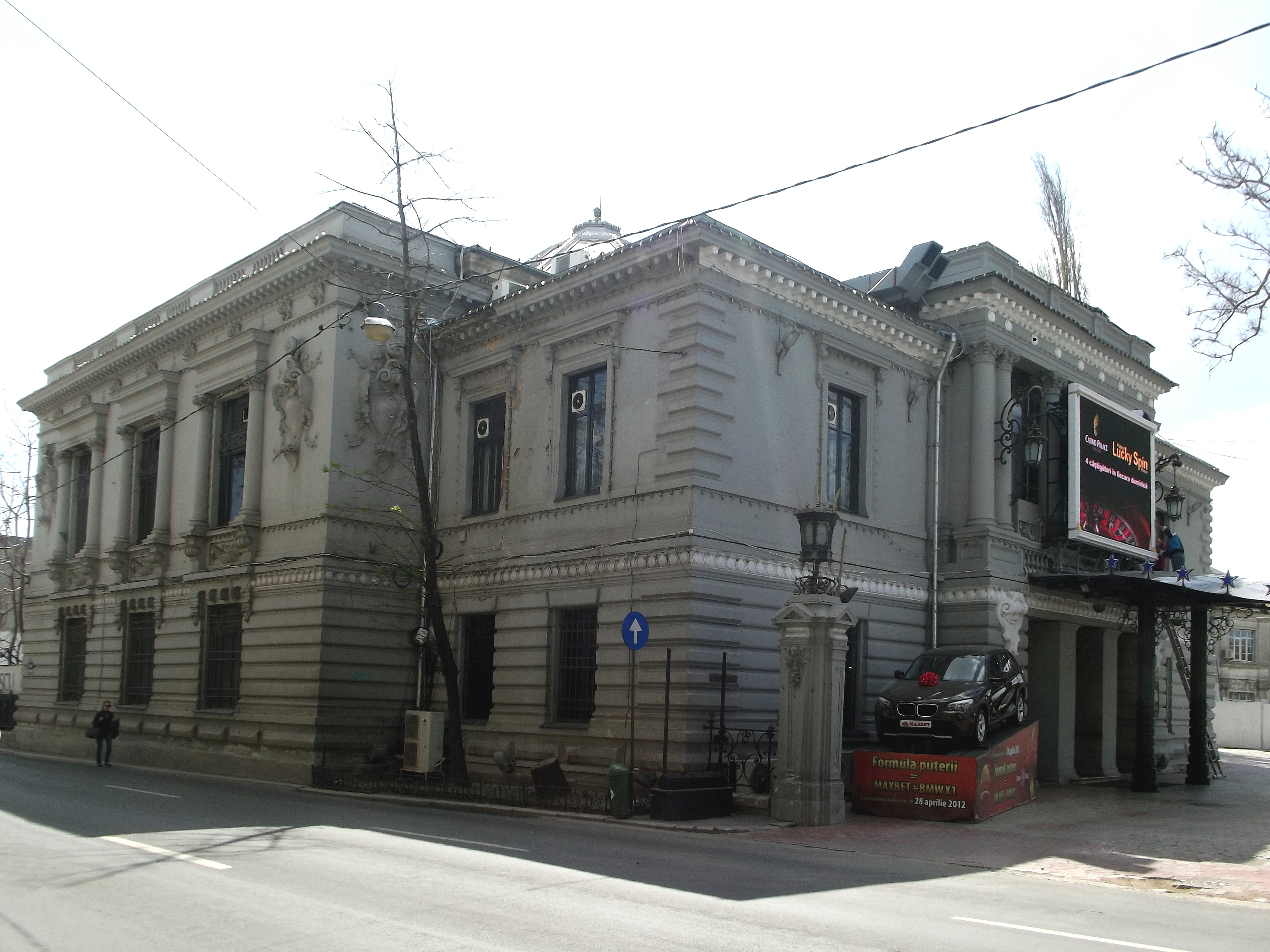
Casa Vernescu
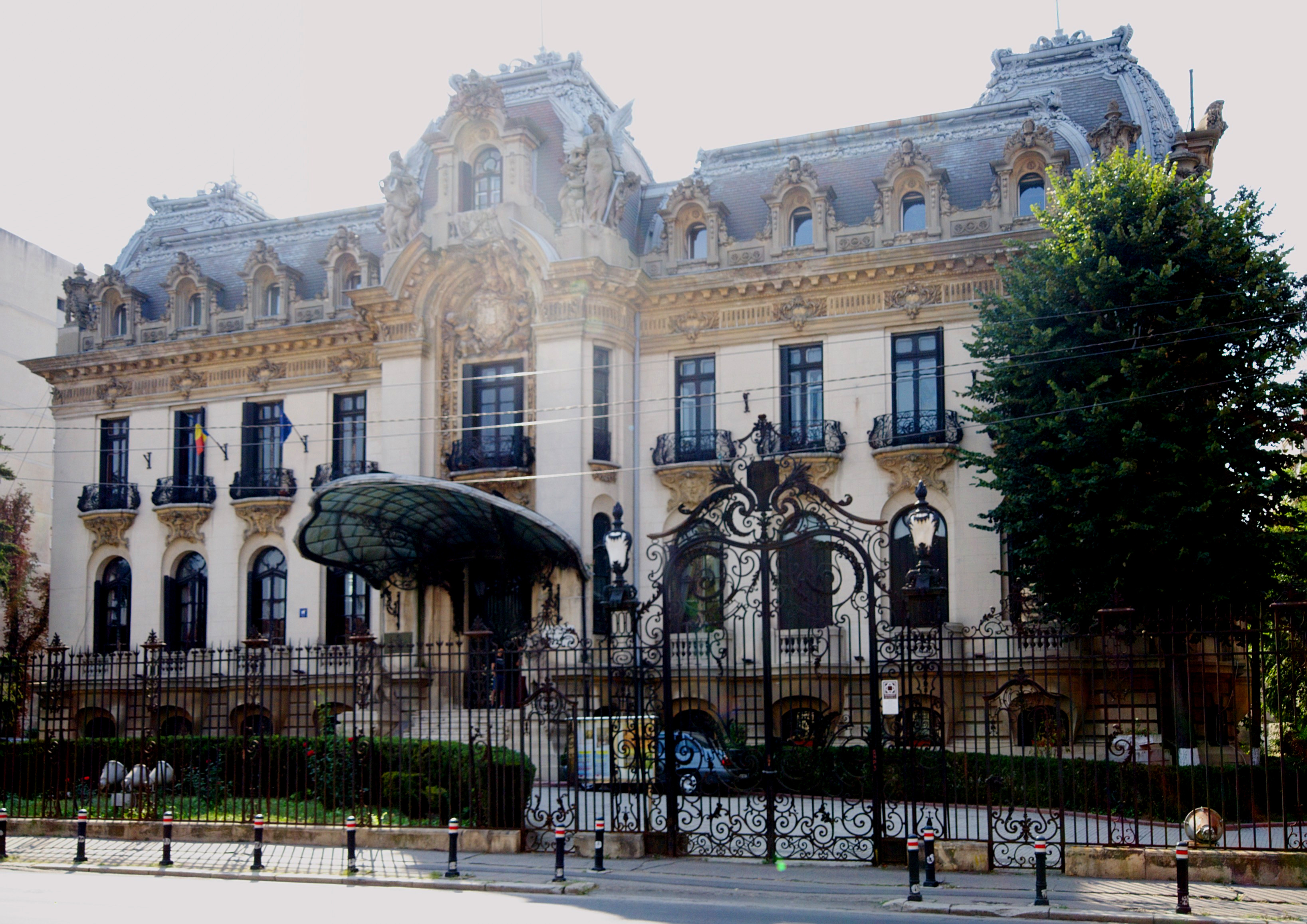
Palatul Cantacuzino

- Biserica Sf. Nicolae Tabacu: Este situată vizavi de Academia Română, construită la sfârșitul secolului al XVII-lea.
- Casa Vernescu: Casa a fost ridicată în jurul anului 1820 de familia Lenș. În 1886 devine proprietatea lui Gheorghe Vernescu. Clădirea a fost refăcută în întregime de arhitectul Ion Mincu.
- Casa Nenciu: Casa a fost ridicată în primele decenii ale secolului al XIX-lea. În 1840 devine proprietatea prințesei Cleopatra Trubețkoi, care o renovează, apoi a fiicei moșierului Nenciu.
- Institutul de Istorie a Artei: Este situat la intersecția Căii Victoria cu strada G. Manu vizavi de Muzeul George Enescu și este fosta casă a avocatului Dissescu. Clădirea a fost construită de arhitecții Grigore Cerkez și A.Clavel în stil eclectic
- Palatul Cantacuzino (Muzeul Național „George Enescu”): Clădirea a fost construită după planurile arhitectului I.D. Berindei în stilul rococo, neoclasic francez și art-nouveau în perioada 1898-1900. Fațada clădirii are o intrare monumentală străjuită de doi lei. În timpul celui de-Al Doilea Război Mondial, palatul a fost sediul președinției Consiliului de miniștri.

### Locuri care nu mai există
- Terasa Otetelișanu (astăzi Palatul Telefoanelor)
- Cafeneaua "Kübler" (astăzi restaurantul „Cina”)
- Cafeneaua "Fialkowski"
- Cafeneaua "High-Life" (situata intre hotelul Hilton si Fundatia Universitara Carol I)
- Clădirea fostului Teatru Național (astăzi hotelul Novotel)
- Biserica Sărindar (astăzi Cercul Militar Național)
- Biserica Sfântul Ioan (astăzi Casa de Economii și Consemnațiuni)
- Casa Prager (astăzi sediul Loteriei Naționale)

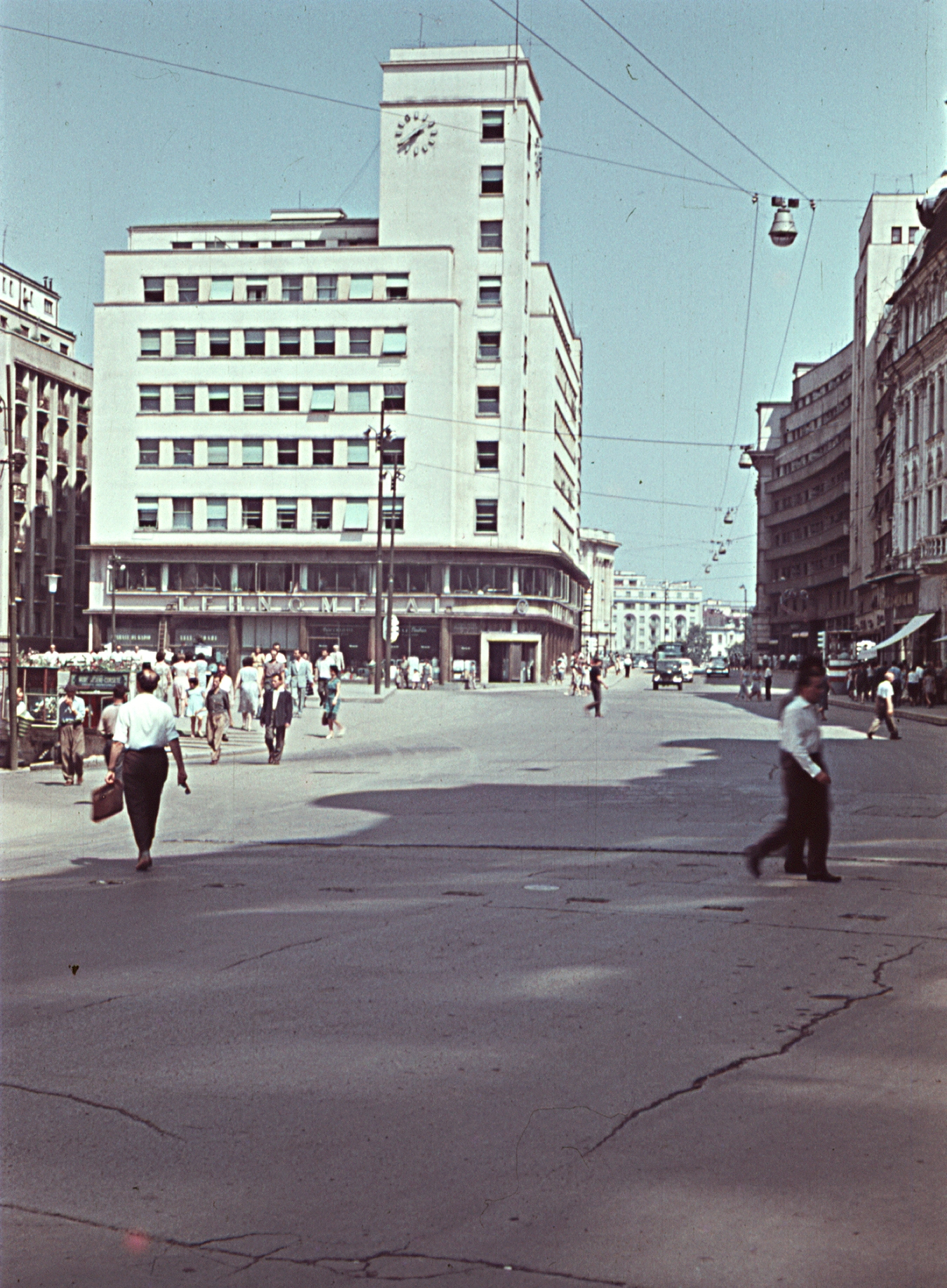
Calea Victoriei, vedere spre Piața Revoluției, 1962
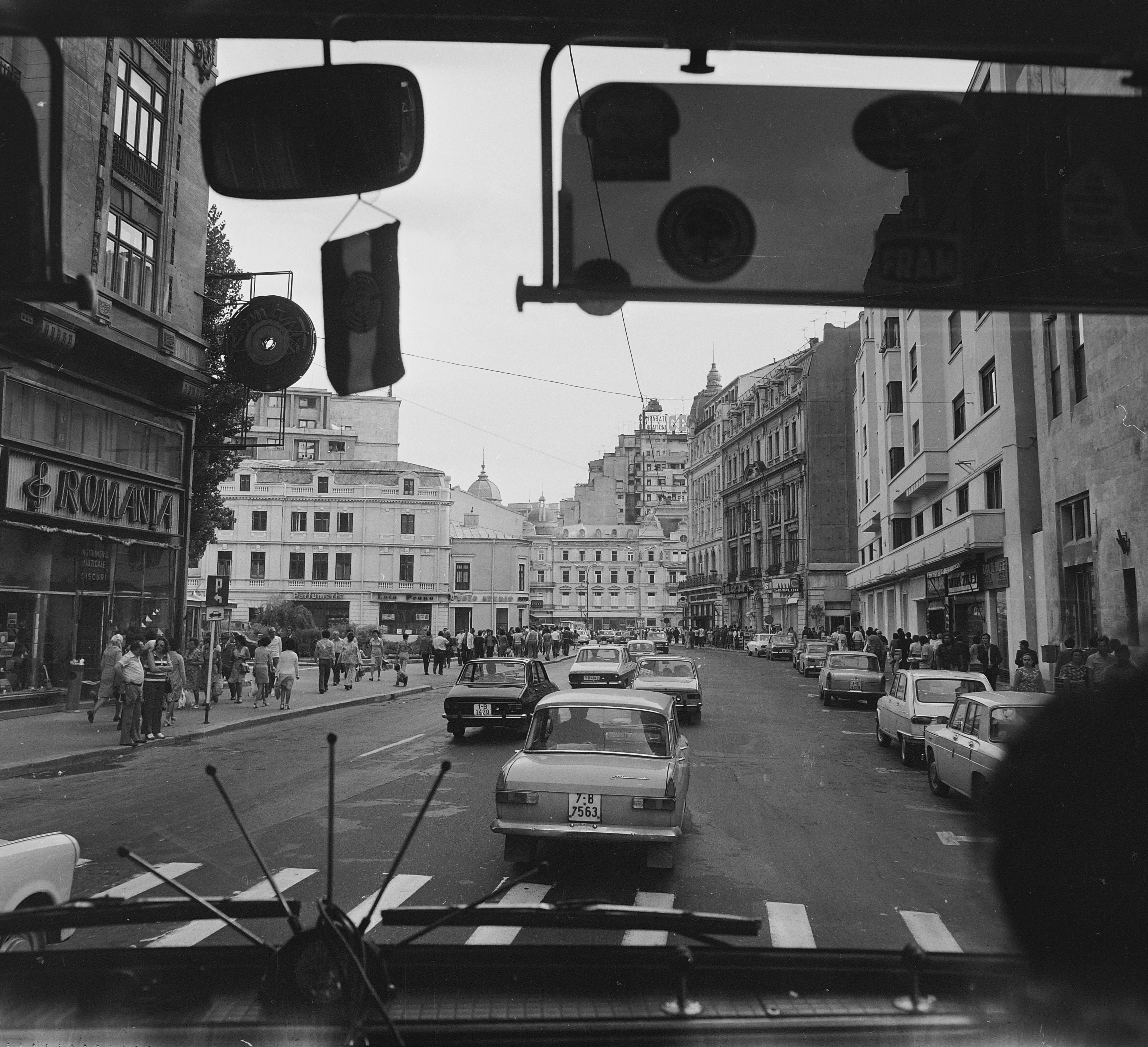
Calea Victorie, zona Teatrului De Revistă Constantin Tănase, 1977

În 2006 a fost lansat proiectul „Trasee culturale în București” prin care se urmărește amenajarea unei zone culturale active a Căii Victoria..